# Étienne Chaupin de La Bruyère
Pour les articles homonymes, voir La Bruyère.
Étienne Chaupin de La Bruyère, né à Laparade (Lot-et-Garonne), est un général de brigade de la Révolution française.

## États de service
Après avoir servi dans les mousquetaires, il s’engage comme volontaire au 2e bataillon de volontaires du Lot-et-Garonne, et il est élu lieutenant-colonel le 24 juin 1792. Il sert à l’armée du Rhin de 1792 à 1793.
Il est promu général de brigade le 30 juillet 1793. Il commande la division du Haut-Rhin à la place de Vieusseux, et le 17 septembre 1793, il tente sans succès le passage du Rhin à Niffer près de Huningue.
Il est arrêté et incarcéré dans la forteresse d’Huningue le 19 septembre, il est acquitté par le tribunal militaire mais il est maintenu en prison jusqu’au coup d’Etat du 9 Thermidor an II (27 juillet 1794).
Il est remis en liberté le 10 août 1794, mais il n’est pas compris dans l’organisation des états-majors de 1795.

## Sources
- (en) « Generals Who Served in the French Army during the Period 1789 - 1814: Eberle to Exelmans »
- Georges Six, Dictionnaire biographique des généraux & amiraux français de la Révolution et de l'Empire (1792-1814) Paris : Librairie G. Saffroy, 1934, 2 vol.
- Léon Hennet, Etat militaire de France pour l’année 1793, Siège de la société, Paris, 1903, p. 330.
- Côte S.H.A.T.: 8 YD 233